# PoR.no
PoR.no — четвёртый студийный альбом группы Deadушки, вышедший в 2001 году, второй альбом, записанный не в соавторстве с известными рок-исполнителями.

## Об альбоме

### Название альбома
Звуки.Ру: - Так вот что это было, рыженькое... Как его зовут? Там на обложке так затейливо... PR чего?
Виктор Сологуб: - Просто Порно. Так незатейливо - порно.
Алексей Рахов (с ленинской улыбкой): - Порно.
Виктор Сологуб (видимо, считая, что произведенного эффекта недостаточно): - Ну порно: П.О.Р.Н.О.
Алексей Рахов: - Предыдущий был - Искусство каменных Статуй, а этот вот - Порно.
Звуки.Ру: - Да. Поняла. Порно. Задорно. Что это за популизм такой?
Алексей Рахов: - Мы поднялись до порно. Это в философском смысле слова, не в обывательском: не голые задницы, а голые души.

### Пресса об альбоме
«Ощущения принуждения раздражает и возбуждает одновременно. Что, если задуматься, объяснимо: в основе любого порно всегда лежит насилие. В данном случае, насилие над слушателем — прямой путь к оргазму. И не беда, что называется он — „плюшевый ад“…» — Дед ЗВУКАРЬ, Звуки. Ру.

## Список композиций
| №   | Название       | Длительность |
| --- | -------------- | ------------ |
| 1.  | «Янис»         | 4:32         |
| 2.  | «Плюшевый ад»  | 4:23         |
| 3.  | «Сальери»      | 4:55         |
| 4.  | «Коллекционер» | 4:22         |
| 5.  | «Баба Дуня»    | 5:15         |
| 6.  | «Подводная»    | 9:22         |
| 7.  | «Zoldat»       | 4:05         |
| 8.  | «Пустота»      | 4:16         |
| 9.  | «Ласточка»     | 3:44         |
| 10. | «Новая музыка» | 5:27         |

## Участники записи
- Алексей Рахов — гитара, клавишные, саксофон, программирование.
- Виктор Сологуб — гитара, клавишные, программирование, вокал.
- Александр Докшин — звукорежиссура
- Кирилл Алексеев — бэк-вокал.
- Андрей Орлов — ударные, программирование.